# 四碘化钽
四碘化钽是一种无机化合物，化学式为TaI4，它可由五碘化钽和钽的还原反应制得，若以吡啶为还原剂，则会得到加合物TaI4(py)2。它溶于水得到绿色溶液，但在空气中放置颜色褪去，并产生白色沉淀。
它是三斜晶系晶体，空间群P1，具有Ta4I16结构。